# Alojzy Gonzaga Jazon Żółkowski

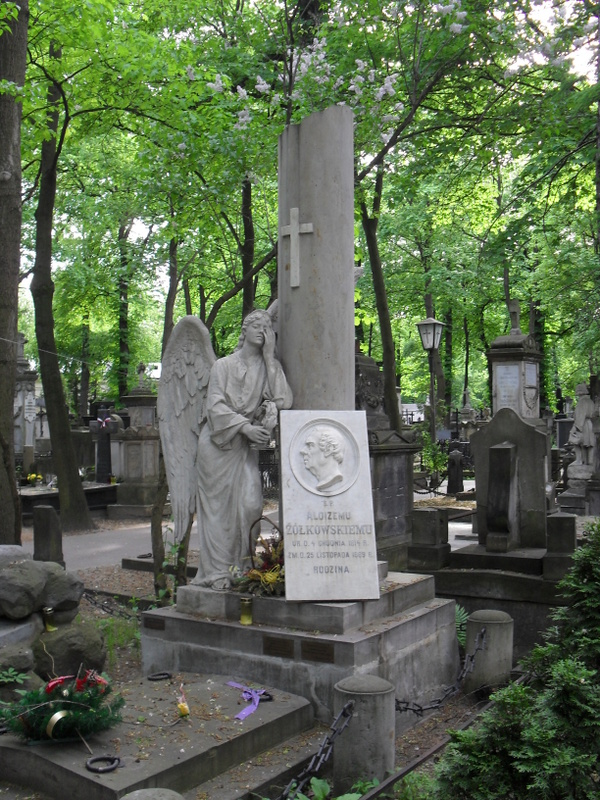
Grób Alojzego Żółkowskiego na warszawskich Powązkach

Alojzy Gonzaga Jazon Żółkowski (ur. 4 grudnia 1814 w Warszawie, zm. 25 listopada 1889 tamże) – polski aktor, śpiewak.
Był synem znanego warszawskiego artysty komediowego, również Alojzego (1777–1822, jego drugie imię – Fortunat używane bywa do odróżnienia ojca od syna) oraz aktorki Marii Ludwiki z domu Ebel. Po śmierci ojca jego opiekunami zostali inni czołowi przedstawiciele warszawskiego życia teatralnego – aktor i dyrektor teatru Ludwik Adam Dmuszewski oraz aktor i reżyser Bonawentura Kudlicz. Pierwsze nauki pobierał u pijarów; planowano, że rozpocznie studia medyczne, ale ostatecznie wybrał rodzinny zawód aktora.
Wykształcenie zawodowe pobierał u Karola Kurpińskiego (muzyka) i Józefa Polkowskiego (śpiew). W 1832 dzięki staraniom matki otrzymał miejsce w chórze Opery Warszawskiej, co było równoznaczne ze zwolnieniem ze służby w wojsku rosyjskim. Rok później został przyjęty na etat w Warszawskich Teatrach Rządowych i zadebiutował jako Lord Kookburn w operze Fra Diavolo.
Od początku życzliwie przyjmowany przez publiczność warszawską – najpierw ze względu na pamięć ojca, potem dzięki własnemu stylowi gry, szczególnie w rolach komediowych. Tworząc sceniczne postacie kierował się przede wszystkim intuicją i wyobrażeniem odniesionym po lekturze scenariusza, w odróżnieniu od innego, współczesnego mu, wybitnego aktora Jana Walerego Królikowskiego, który opierał się na głębokich studiach obyczajowych dotyczących tła przedstawienia. Według Eugeniusza Szwankowskiego Żółkowski był aktorem oryginalnym i wyjątkowym; nie miał poprzednika i następcy, był zjawiskiem niepowtarzalnym w dziejach sceny polskiej. Otworzył on, a właściwie zapowiedział epokę gwiazd Teatru Rozmaitości i zamknął ją po 56 latach aktorskiej kariery.
Cieszył się popularnością zarówno wśród widzów z arystokracji, jak i rzemieślników i studentów. Występował niemal wyłącznie w Warszawie, którą rzadko opuszczał m.in. ze względu na chorobę (artretyzm). Uchodził za jednego z najlepiej opłacanych aktorów w Europie. W 1848 obchodził 25-lecie pracy artystycznej. W 1878 uroczyście obchodził 45-lecie, a w czerwcu 1883 50-lecie pracy scenicznej. Po raz ostatni wystąpił na dwa tygodnie przed śmiercią. Został pochowany na cmentarzu Powązkowskim (kwatera 13-1-27/28/29/30).
Z małżeństwa z Teklą ze Skalskich (ślub 19 lutego 1846) miał córkę Alojzę Rafaelę (ur. 1850), żonę lekarza Adolfa Ostrowskiego. Jego wnukiem był Adam Ostrowski (ur. 1872 lub 1873 – śpiewak operowy.

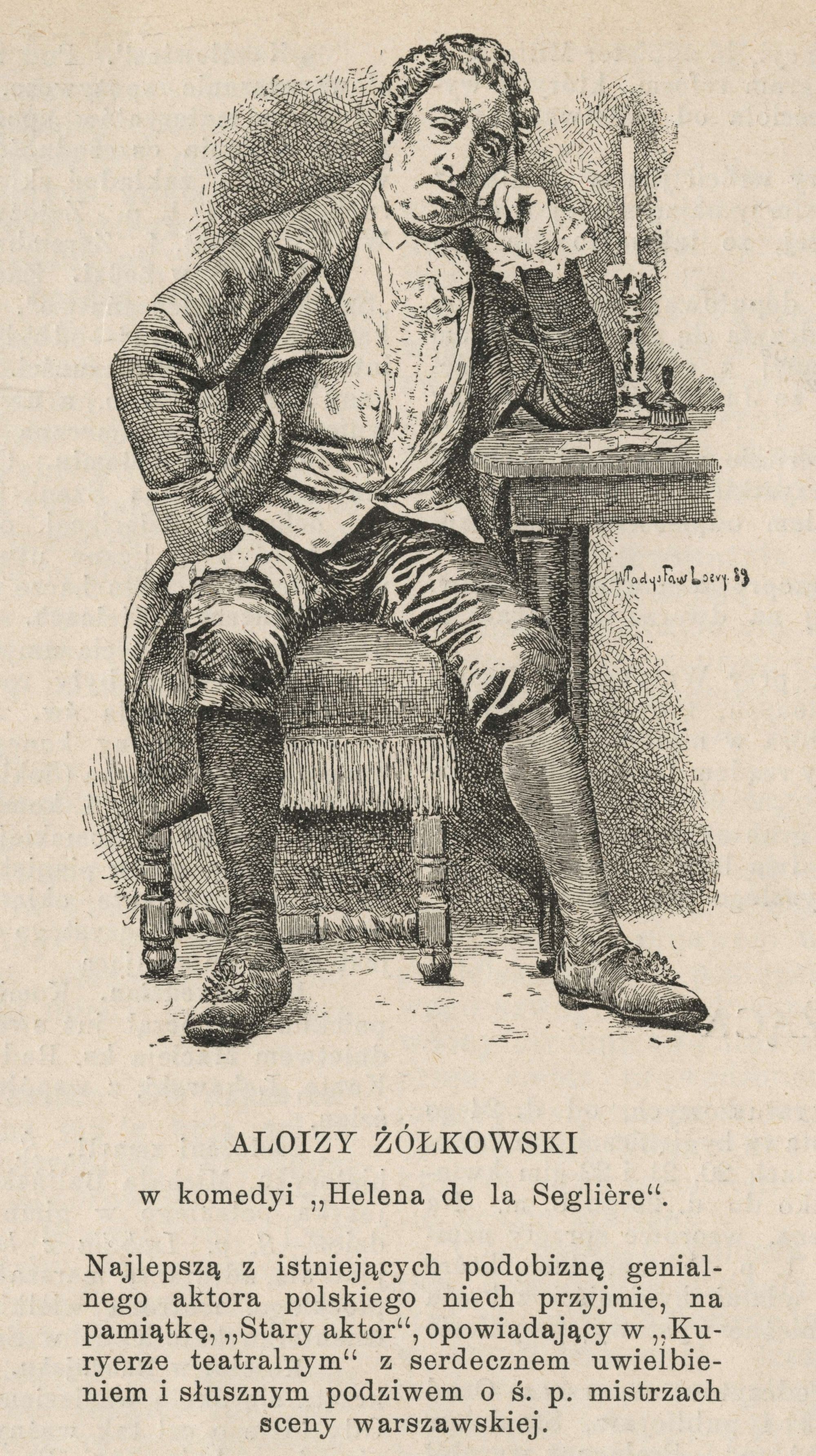
Alojzy Żółkowski w komedii „Helena de la Segliere”, rysował Władysław Loevy, 1889

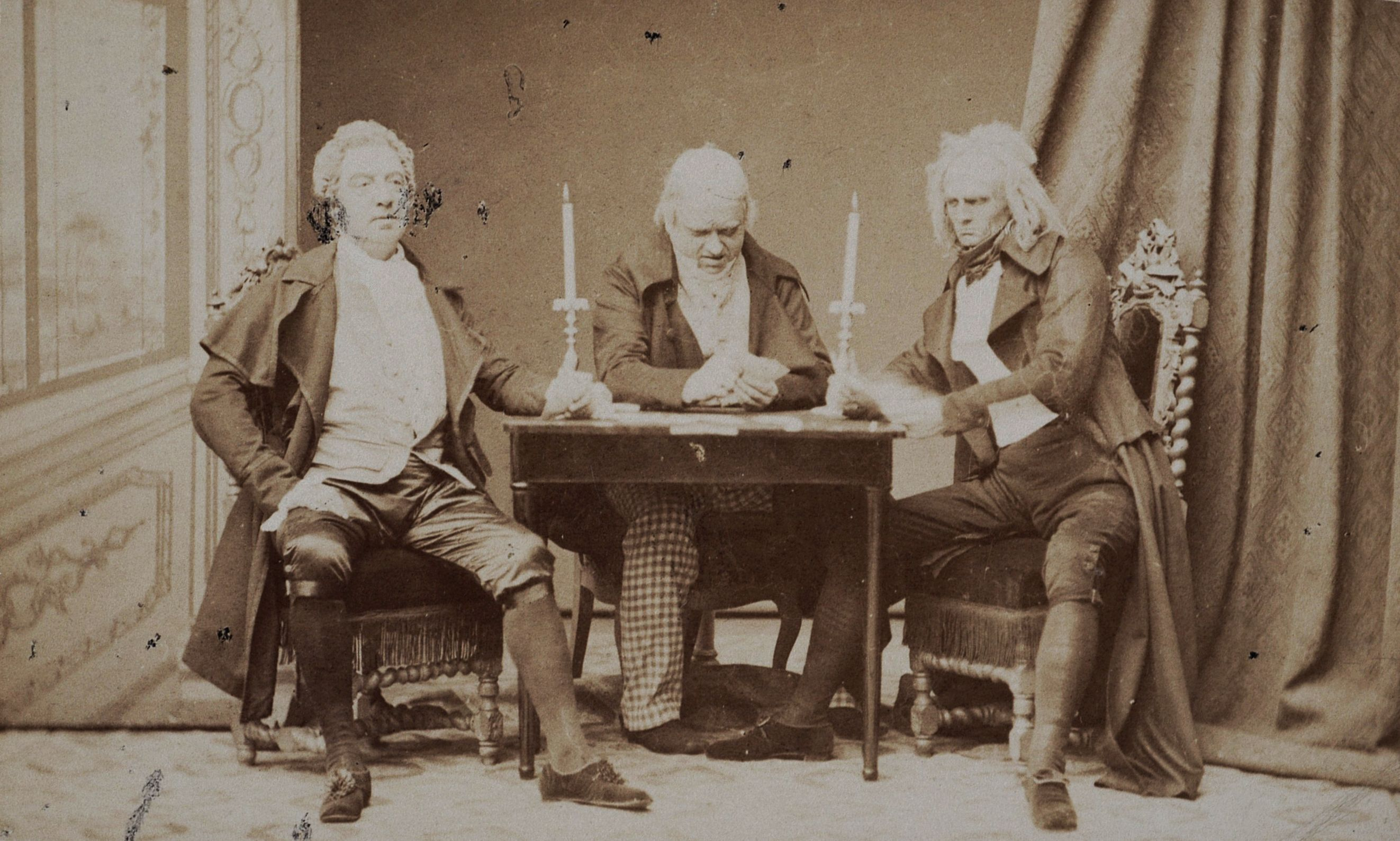
Scena ze spektaklu „Safanduły” Sardou Victoriena; pierwszy od lewej Alojzy Żółkowski jako margrabia de Rochepeans, fotografia z około 1870 roku

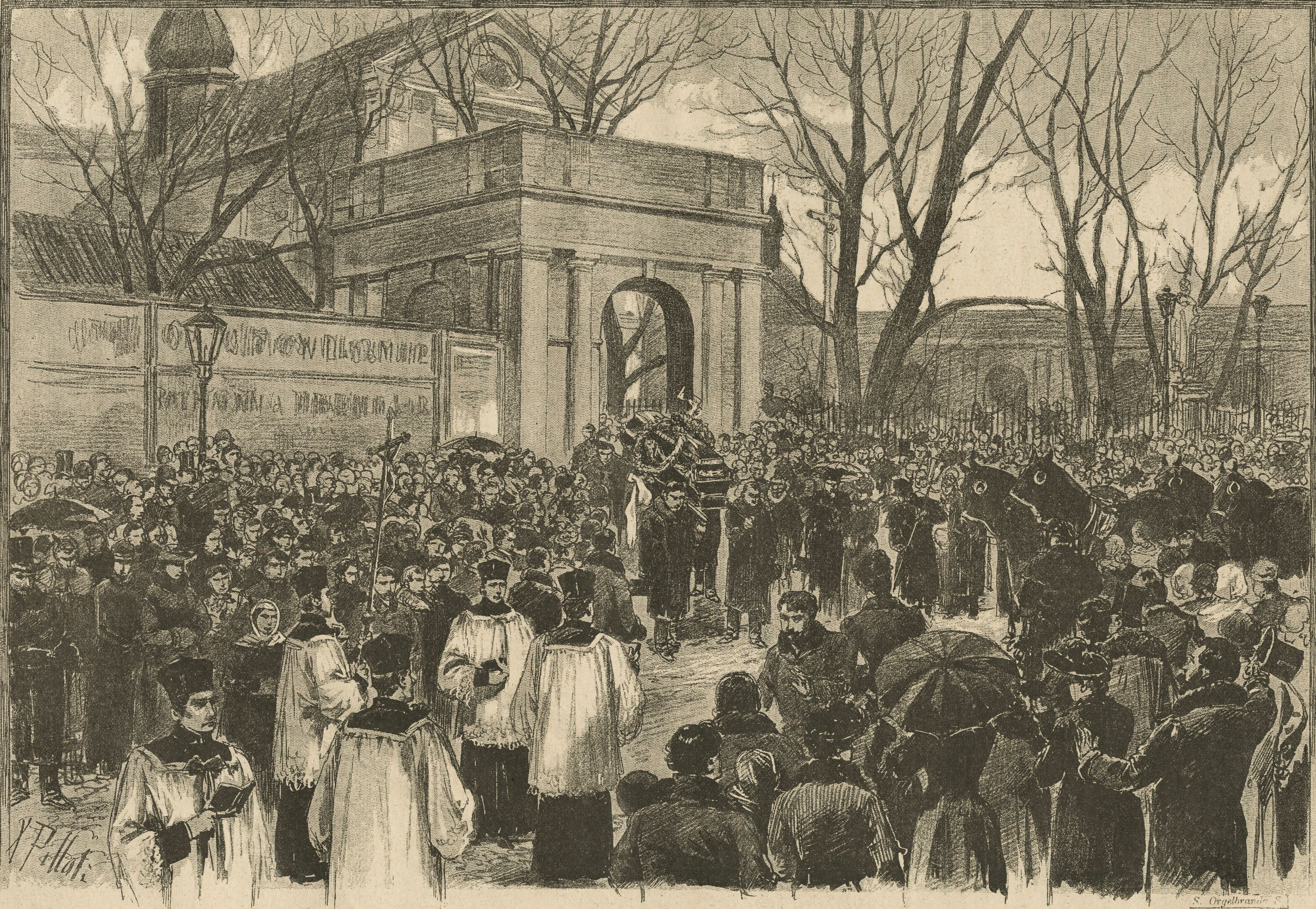
Pogrzeb Alojzego Żółkowskiego; wyprowadzenie zwłok z kościoła św. Antoniego na warszawskim Śródmieściu, rysował na miejscu Ksawery Pillati